# Zarožje
Zarožje (cyr. Зарожје) – wieś w Serbii, w okręgu zlatiborskim, w gminie Bajina Bašta. W 2011 roku liczyła 629 mieszkańców.